# Louth megye
Louth megye (írül: Contae Lú) megye az Ír-sziget keleti partján, Írországban, Leinster tartományban, Észak-Írország déli szomszédságában.
Lakossága 110 894 (2006-os adat). Területe mindössze 820 km², ezzel a legkisebb megye a szigeten. Elterjedt elmélet, hogy ír neve, An Lú, azt jelenti: "a legkevesebb". A megye azonban nem mérete miatt kapta nevét, hanem Louth faluról (írül Lughbhadh, ami a kelta Lugh istenre utal).
A megye közigazgatási központja Dundalk. A megye lakosainak zöme Dundalkban és Drogheda városban él.

## Települések
- Ardee – Annagassan
- Ballymascanlon – Blackrock

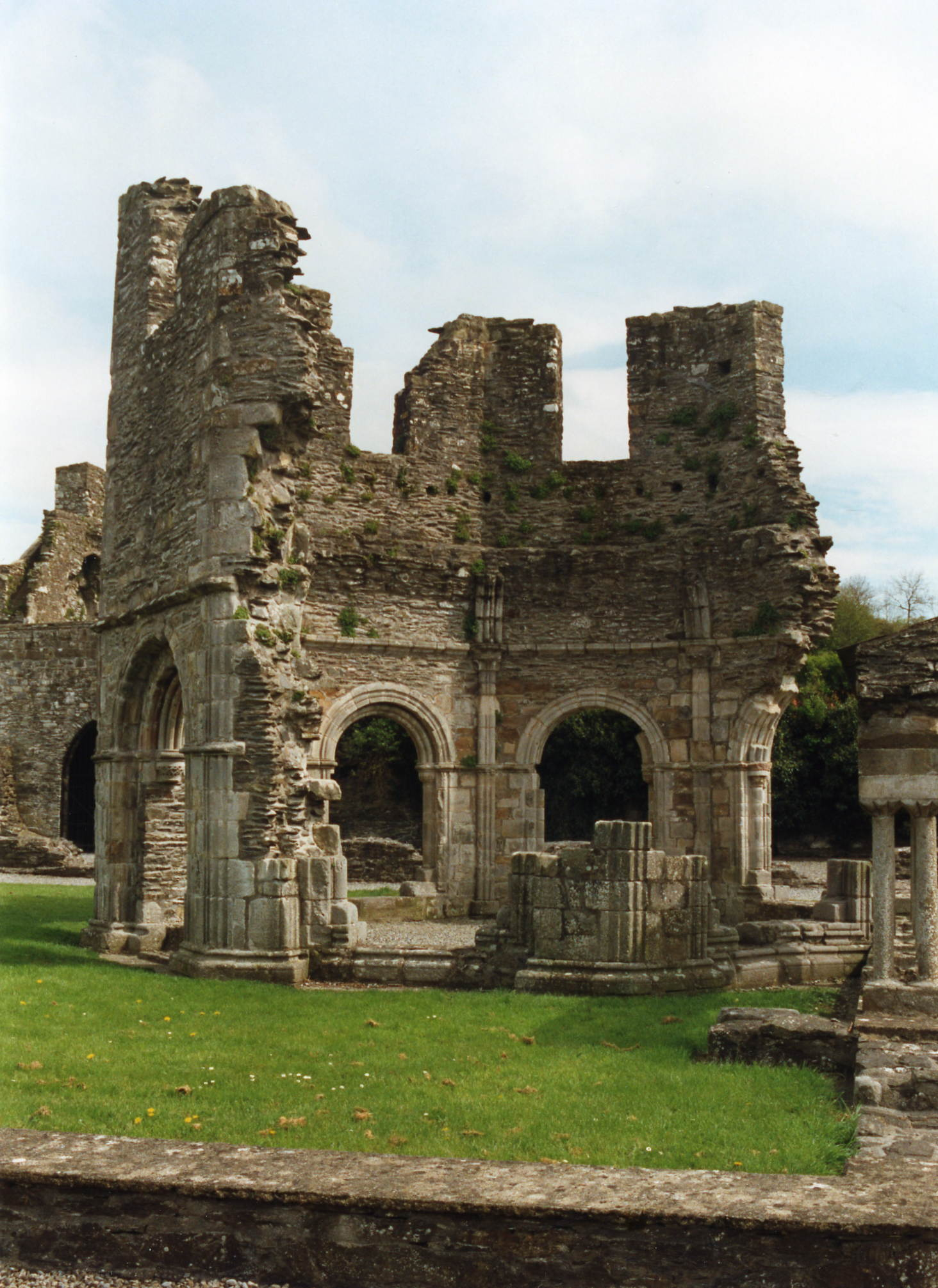
A Mellifont apátság romjai Drogheda közelében

- Carlingford – Castlebellingham – Clogherhead
- Collon
- Darver – Drogheda – Dromiskin – Dundalk – Dunleer
- Greenore
- Jenkinstown
- Kilsaran
- Louth
- Mansfieldtown
- Omeath
- Termonfeckin – Tullyallen